# Cowboy Bebop: Knockin' on Heaven's Door
Cowboy Bebop: Knockin' on Heaven's Door (カウボーイビバップ 天国の扉 Kaubōi Bibappu: Tengoku no Tobira?), es una película de anime dirigida por Shinichirō Watanabe, es un side story basado en la serie de televisión Cowboy Bebop; fue animada por el estudio BONES, producida por Sunrise y Bandai Visual.
Fuera de Japón la distribuidora TriStar Pictures tuvo que cambiar el nombre de la película debido a cuestiones legales de derechos de autor, siendo renombrada como Cowboy Bebop: The movie, en América Latina Cazadores de Recompensas: Cowboy Bebop o Cowboy Bebop: La película.

## Argumento
Un virus mortal está siendo liberado en Marte, y el gobierno ha colocado una recompensa de 300 millones de woolongs para encontrar al responsable. El grupo Bebop toma el caso esperando obtener su próxima presa, pero el misterio del virus será mucho más profundo que un solo hombre, y el peligro será más del que el Bebop podrá manejar.
El enemigo de la película será Vincent, sobreviviente de una serie de experimentos, el cual con el virus dice ser capaz de ver "miles de mariposas", que no sabe si existen o no, lo cual lo enloquece y hace que quiera esparcir el virus.

## Personajes
- Spike Spiegel: Un cazarrecompensas y antiguo miembro del sindicato del crimen Red Dragon.
- Faye Valentine: Una amnésica que después de 70 años conservada criogénicamente despierta y constantemente se involucra en juegos de azar para obtener dinero fácil como solución a sus problemas.
- Jet Black: Un cazarrecompensas y antiguo miembro de la Inter-Solar System Police (ISSP), propietario de la nave espacial Bebop.
- Edward: Ed es una joven, excéntrica genio en tecnología y ordenadores; es además una consumada hacker.
- Vincent Volaju: Es el antagonista principal y único superviviente de una serie de experimentos conducidos durante la Guerra de Titán. Su plan es liberar el virus a través del mundo, dejando sólo un puñado de sobrevivientes. Además posee la rara distinción de ser capaz de luchar igualadamente contra Spike en un combate mano a mano a su propio nivel, o tal vez un poco más hábil, aunado a que el virus lo hace más resistente a los golpes (durante sus peleas, Spike lo golpea en varias ocasiones sin causarle mayor daño y siempre acaba derrrotándolo).
- Electra Ovilo: Es una veterana de la Guerra de Titán. Su amor por Vincent causó que tuvieran una corta relación, durante la cual Vincent transfirió el anticuerpo de su virus a Electra.
- Rasheed: Es aparentemente un étnico árabe con una considerable cantidad de conocimiento sobre granos y frutos secos. Es en realidad el Doctor Mendelo al-Hedia, el hombre que desarrolló la nano-máquina que puede ser usada como un virus por los militares y vacunó a Vincent en un intento de mantenerlo bajo control.
- Lee Sampson: Un joven hacker y cómplice de Vincent. Está muy interesado en los videojuegos del siglo XX, como se muestra al verlo jugando una versión alterna de Pac-Man en un carro mientras habla con Vincent.

## Reparto
| Personaje      | Seiyu Original (Japón) | Actor de doblaje (España) | Actor de voz (Hispanoamérica) |
| -------------- | ---------------------- | ------------------------- | ----------------------------- |
| Spike Spiegel  | Kōichi Yamadera        | Alejandro García          | Yamil Atala                   |
| Faye Valentine | Megumi Hayashibara     | Yolanda Quesada           | Elsa Covián                   |
| Jet Black      | Unshō Ishizuka         | Juan Fernández            | Alfonso Ramírez               |
| Edward         | Aoi Tada               | Inma Gallego              | Isabel Martiñon               |
| Vincent Volaju | Tsutomu Isobe          | Salvador Aldeguer         | Gerardo Reyero                |
| Electra Ovilo  | Ai Kobayashi           | Ana Jiménez               | Cony Madera                   |
| Rasheed        | Mickey Curtis          | Rafael Ascárraga          | Salvador Nájar                |
| Lee Sampson    | Yuji Ueda              | Jorge Teixeira            | Luis Daniel Ramírez           |

## Estreno
La película se estrenó en Argentina directamente para VHS y DVD en julio de 2003, editada por LK-TEL bajo el título de Cazadores de recompensas: Cowboy Bebop, la película sin doblaje. Su estreno por televisión a nivel panregional fue por el canal Cinemax el 18 de diciembre de 2004, en idioma original con subtítulos. El estreno con doblaje al español latinoamericano se dio por las pantallas de Cartoon Network en su bloque Toonami el día 29 de junio de 2006. Se reestrenó con doblaje en el canal I.Sat en el bloque Adult Swim el 6 de febrero de 2009. También tuvo su paso con doblaje en inglés y subtítulos al castellano por las pantallas de Animax el día 26 de octubre de 2009.